# Heribert Baumann

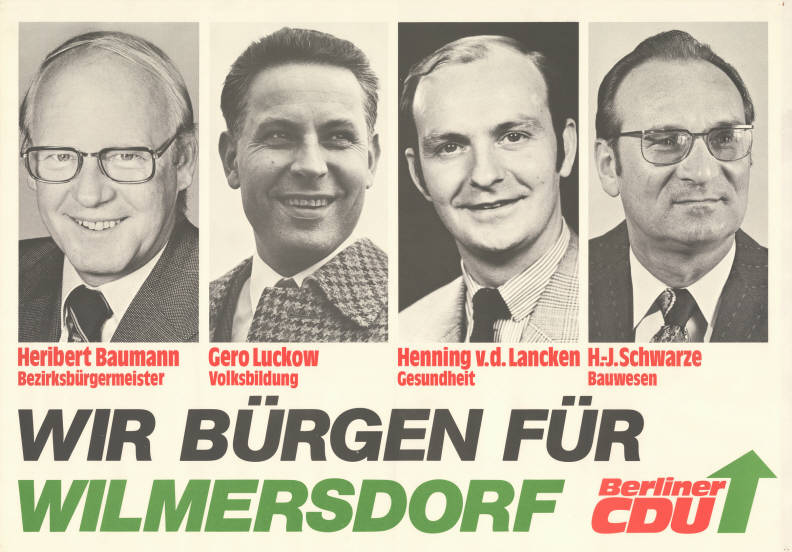
Wahlplakat für die Berliner Wahl 1975 der CDU Wilmersdorf (von links nach rechts): Heribert Baumann, Gero Luckow, Henning von der Lancken und Hans-Joachim Schwarze

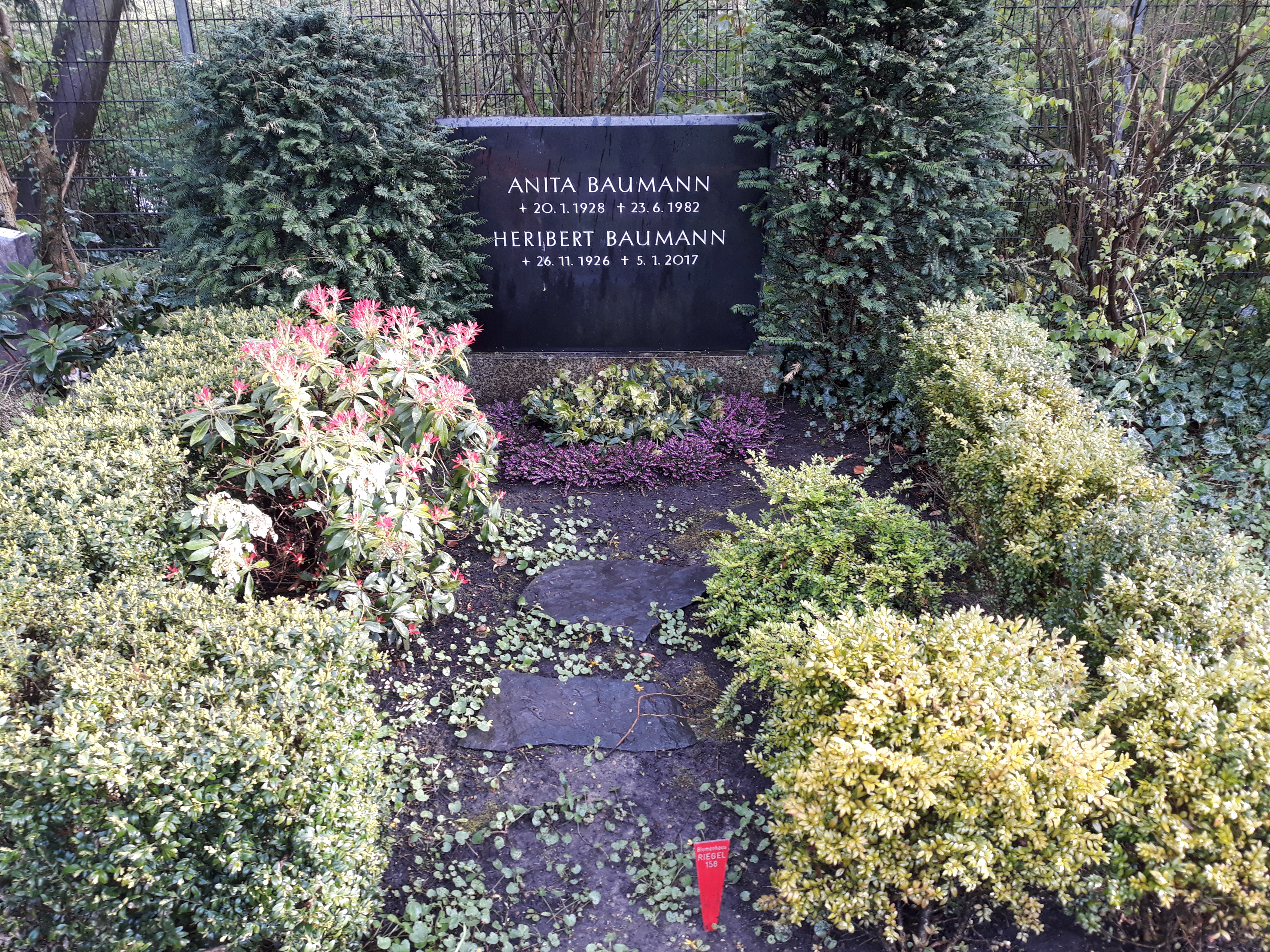
Das Grab von Heribert Baumann und seiner Ehefrau Anita auf dem Friedhof Wilmersdorf in Berlin

Heribert Baumann (* 26. November 1926 in Bottrop; † 5. Januar 2017) war ein deutscher Kommunalpolitiker (CDU).

## Leben und Wirken
Baumann war von 1955 bis 1967 Mitglied der Bezirksverordnetenversammlung des Berliner Bezirks Wilmersdorf. 1969 wurde er zum stellvertretenden Landesvorsitzender der Berliner CDU gewählt. Von 1971 bis 1979 war er Bezirksbürgermeister von Wilmersdorf.

## Ehrungen
- 1972: Verdienstkreuz am Bande der Bundesrepublik Deutschland
- Baumann erhielt die Bürgermedaille von Wilmersdorf.[2]